# Bernardin de Clermont
Bernardin de Clermont (* 1440; † 1522) aus dem (späteren) Haus Clermont-Tonnerre war ein französischer Adliger und Militär.
Es war aus eigenem Recht Vicomte de Tallard (ab 1494), Seigneur de Saint-André-en-Royans, de La Bastie, de Paladru, de Virieu, sowie aus dem Recht seiner Frau Comte de Tonnerre, Seigneur de Husson, de Selles-sur-Cher, de Laignes, d’Ancy-le-Franc etc.

## Leben
Bernardin de Clermont war der zweite Sohn von Antoine de Clermont (* wohl 1423; † nach 1494), Baron de Clermont-en-Viennois, de Clermont-en-Trièves et de Tallard, Seigneur de Virieu, de Paladru etc., und Françoise de Sassenage († 1479).
Am 10. oder 13. Februar 1496 heiratete er Anne de Husson (* 1475; † 26. September 1540 in Tonnerre), Comtesse de Tonnerre, Dame de Selles-sur-Cher, de Husson, d’Ancy-le-Franc etc. Tochter von Charles de Husson, Comte de Tonnerre, und Antoinette de La Trémoille.
Aufgrund dieser Heirat nahmen die Mitglieder des Hauses Clermont einige Jahre später den Namen Clermont-Tonnerre an.
Mit dem Vermögen seiner Frau konnte er Burg Tallard restaurieren bzw. modernisieren, u. a. ließ er Sprossenfenster in der Logis öffnen. Anfang des 16. Jahrhunderts gab er den Bau der herrschaftlichen Kapelle im Stil der Flamboyantgotik in Auftrag.
Bernardin de Clermont nahm 1515 an der Schlacht bei Marignano teil. Er testierte am 15. September 1521, starb 1522 und wurde in der Krypta der Kapelle de Burg Tallard bestattet.

## Nachkommen
Aus seiner Ehe mit Anne de Husson hatte er dreizehn Kinder:
- Antoine (* wohl 1498; † 2. April 1578), ab 1540 Vicomte und ab 24. Dezember 1547 Comte de Clermont, Vicomte de Tallard, Gouverneur der Dauphiné, Grand-maître et Général réformateur des Eaux et Forêts de France, 1559 Lieutenant général du Dauphiné; ⚭ 13. April 1532 Françoise de Poitiers († nach 19. März 1541), Tochter von Jean de Poitiers, Seigneur de Saint-Vallier, und Jeanne de Batarnay du Bouchage, Schwester von Diane de Poitiers (Poitiers-Valentinois)
- Gabriel (* wohl 1500; † 1572), Seigneur de Selles-sur-Cher, 1540 Bischof von Gap, nimmt 1562 das helvetische Bekenntnis an, und trat 1571 als Bischof zurück[2]
- Théodore-Jean († wohl 1560), Abt von Saint-Gilles, 1551/54 Bischof von Senez, 1553–1560 Vizelegat von Avignon
- Julien († 25. November 1563 in Orléans), Comte de Tonnerre (en partie), Seigneur de Thoury (uxor nomine), Seigneur de Thoury; ⚭ 15. Januar 1541 Claude de Rohan-Gié († nach 1579), Dame de Thoury, Tochter von Charles de Rohan, Seigneur de Gié, und Giovanna Sanseverino, Rohan-Guéméné, Witwe von Claude de Beauvilliers, Comte de Saint-Aignan († 1539)
- Claude, Seigneur de Larigny, starb ledig und ohne Nachkommen
- Laurent (X 14. April 1544 in der Schlacht von Ceresole), ledig
- Françoise; ⚭ 23. August 1516 Méraut d'Hostun († 20. August 1553), Seigneur de La Baume-d’Hostun
- Louise (* 1504; † 1596 in Paris), Comtesse de Tonnerre; ⚭ (1) 1538 Francois du Bellay († 1553), Prince d’Yvetot, Comte de Tonnerre (uxor nomine); ⚭ (2) 10. April 1556 Antoine de Crussol († 15. August 1573 bei der Belagerung von La Rochelle), Duc d’Uzès, Pair de France (Haus Crussol)
- Catherine, 1522 bezeugt, Äbtissin von Saint-Jean de Bonneval-lès-Thouars
- Madeleine († 28. Oktober 1562), Äbtissin von Saint-Paul (Oise)
- Marguerite, Äbtissin von Saint-Benôit de Tarascon, dann von Abtei Saint-Césaire in Arles
- Gasparde, 1521 Novizin in Sainte-Claire de Poitiers
- Anne, 1521 Novizin in Sainte-Claire de Grenoble

Zwölf der dreizehn Kinder sind im Testament ihres Vaters erwähnt.